# Enrique Lora
Lora, właśc. Enrique Lora Millán (ur. 7 maja 1945 w La Puebla del Río) – hiszpański piłkarz, występujący na pozycji pomocnika.
W 1970 z zespołem Sevilla FC zajął trzecie miejsce w rozgrywkach Primera División. W latach 1970–1972 rozegrał 14 meczów w reprezentacji Hiszpanii.